# Talsperre Hullern
Die Talsperre Hullern (Hullerner See) im Kreis Recklinghausen in Nordrhein-Westfalen, staut die Stever oberhalb des Halterner Stausees. Die Gelsenwasser AG nutzt die Talsperre zur Wassergewinnung, außerdem dient sie der stillen Erholung. Die Talsperre wurde am 15. Oktober 1985 nach dreizehnjähriger Bauzeit eingeweiht. 
Die Wassertiefe beträgt maximal acht Meter. 

## Bauwerke
Der Staudamm besitzt einen Hochwasserüberlauf und ein Segmentwehr mit aufgesetzter Klappe. Die Wasserfläche wird auf 40,40 m über NN aufgestaut, rund einen Meter höher als im Halterner Stausee. Über die Zwischenstever fließt das Wasser zum Halterner Stausee.
Mit vier Pumpen mit einer Leistung von 15.000 m³/h kann das gestaute Wasser auch bei abgesenktem Stauspiegel für die Wasserversorgung im Wasserwerk Haltern genutzt werden. In niederschlagsarmen Zeiten können aus dem Dortmund-Ems-Kanal bei Senden bis zu 200.000 m³ Wasser täglich entnommen und in die Stever eingeleitet werden, sodass eine Mindeststauhöhe im Hullerner See gehalten werden kann.
Am Zufluss der Stever in die Talsperre wurde ein Einlaufbauwerk mit einem Schlauchwehr als Vorsperre errichtet. Sie soll bei abgesenktem Wasserstand in der Talsperre für einen gleichmäßigen Wasserstand im Oberlauf der Stever sorgen.

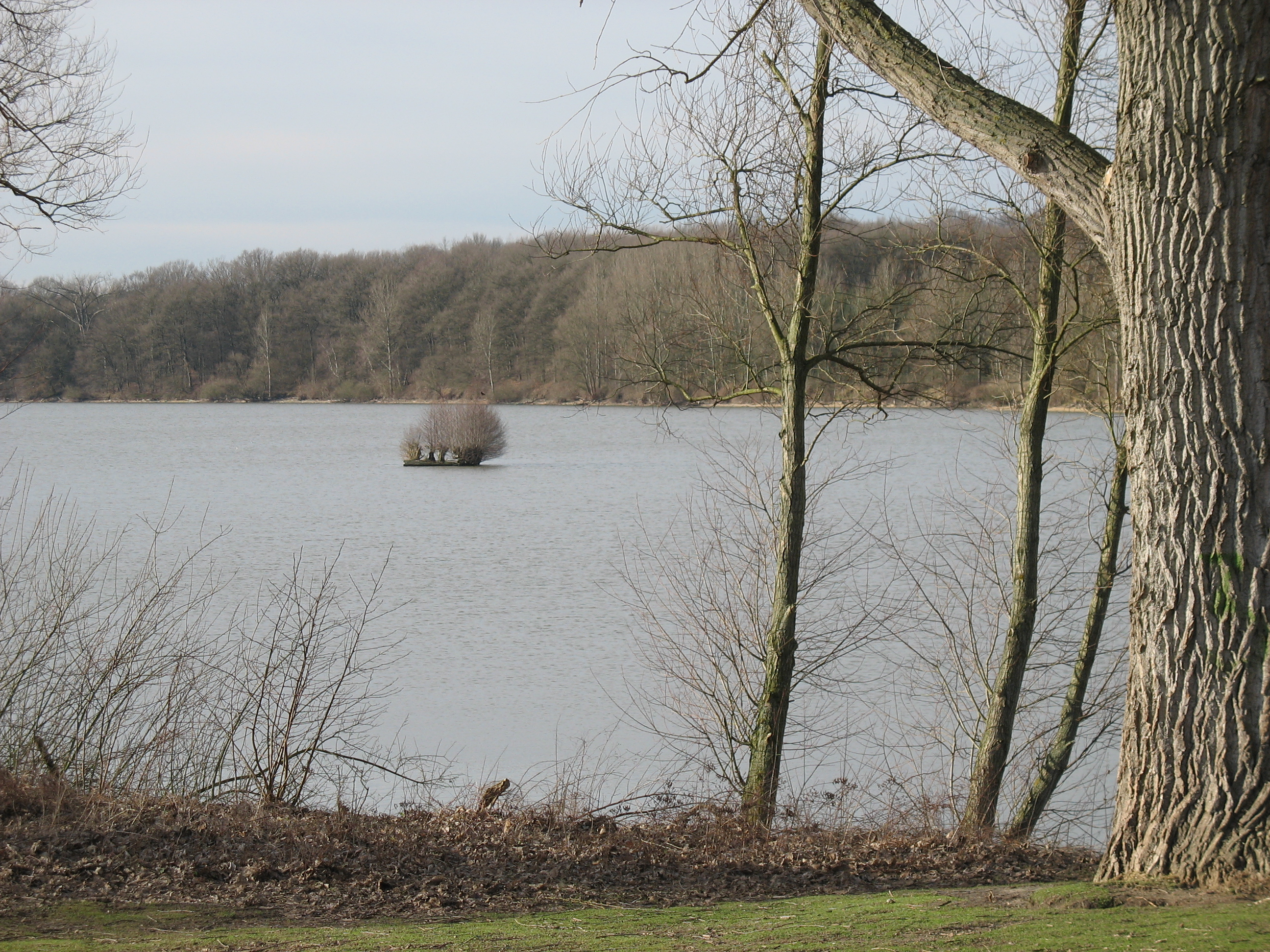
Blick auf den Stausee im Winter
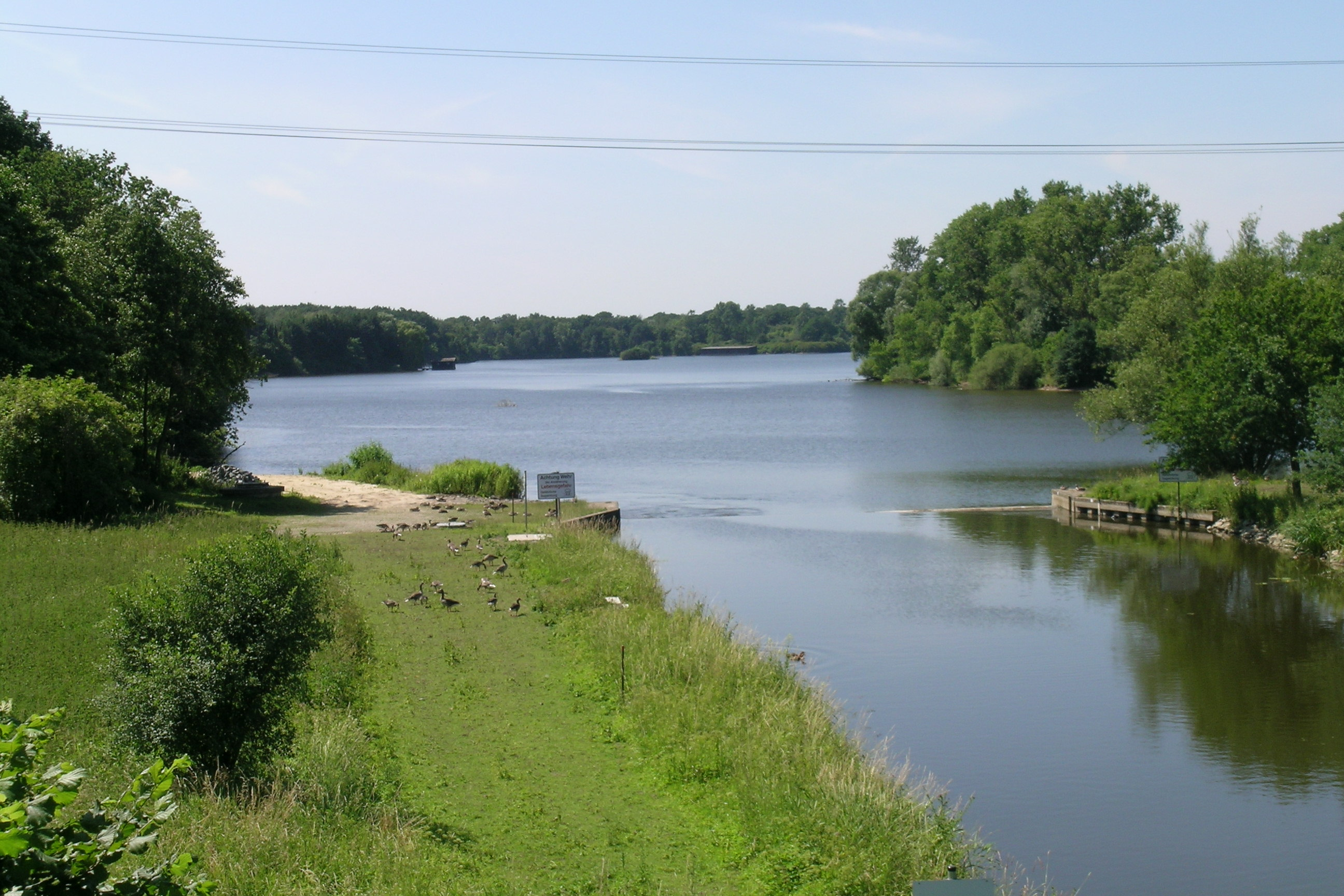
Zulauf der Stever in den Stausee